# Sterling Saint Jacques
Sterling Saint Jacques, nato Sterling Colter (Los Angeles, 12 ottobre 1957 – New York, 4 luglio 1992), è stato un cantante, attore, modello e ballerino statunitense.

## Biografia artistica
Nato Sterling Colter, assunse il nome di Sterling Thomas in seguito al secondo matrimonio della madre. Originario di Salt Lake City, nello Utah, arrivò a New York alla fine degli anni sessanta, quando assunse il nome del suo mentore Raymond Saint Jacques, uno dei primi attori afroamericani di serie televisive, che lo introdusse nell'ambiente come il suo "figlio adottivo".
Ad inizio anni '70 recitò nel cinema nel 1974 con il film Sistemo l'America e torno di Nanni Loy con protagonista Paolo Villaggio dove interpretò la parte di un cestista studente universitario nonché attivista delle Pantere Nere. In tutto partecipò a sei lungometraggi.
Protagonista fin dal 1970 delle notti newyorkesi e degli eventi mondani del fashion system, dall'aprile 1977 frequentò lo star system della discoteca Studio 54 con Bianca Jagger, Michael Jackson, Caroline Kennedy e Andy Warhol.
Fu reso celebre dalla trovata di immagine di presentarsi come l'unico uomo nero dagli occhi azzurri, anche se si scoprì poi che si trattava solo di lenti a contatto colorate: i suoi occhi erano in realtà grigi. Dotato di una notevole statura e prestanza fisica, intraprese la carriera di indossatore e fotomodello, che lo portò a essere uno dei primissimi uomini neri sulle passerelle delle principali maison della sartoria internazionale.
Divenuto successivamente cantante e trasferitosi in Italia, partecipò al Festival di Sanremo 1981 nel gruppo "B", comprendente artisti ammessi di diritto alla serata finale con il brano Tutto è blu, alludendo appunto al colore dei suoi occhi. Il 21 giugno dello stesso anno cantò assieme a Iva Zanicchi nello Stadio Luigi Ferraris, indossando la maglia del Genoa prima dell'ultima partita casalinga dei rossoblù contro il Rimini che sanciva la promozione dei liguri in serie A.
Nel 1983 incise Comin', Into Love, mix di funky e disco music, per conto della casa discografica Papillon Records e partecipò ad alcune edizioni dei festival estivi della canzone di quei tempi.
Ha circolato voce che fosse venuto a mancare nel 1984 in seguito ad infezioni causate dall'AIDS. Il 4 luglio 1985, tuttavia, l'edizione genovese del quotidiano La Stampa annunciava la sua partecipazione a una festa alla discoteca Shalom assieme a Cicciolina. In un'intervista al Chicago Tribune del 1988, il padre adottivo Raymond sostenne che Sterling lavorava per un programma televisivo a Düsseldorf.
Nell'estate del 1986 partecipò ad una serata nella discoteca Baia Imperiale a Gabicce Mare, dove si esibì in una serie di coreografie improvvisate coinvolgendo molti degli ospiti della discoteca.

## Filmografia

### Cinema
- Dinah East, regia di Gene Nash (1970)
- Harlem detectives (Come Back, Charleston Blue), regia di Mark Warren (1972)
- Book of Numbers, regia di Raymond St. Jacques (1973)
- Sistemo l'America e torno, regia di Nanni Loy (1974)
- Emmanuelle l'antivergine (Emmanuelle: L'antivierge), regia di Francis Giacobetti (1975)
- Occhi di Laura Mars (Eyes of Laura Mars), regia di Irvin Kershner (1978)

### Televisione
- La chanson de Tiber, regia di Jacques Samyn (1980)

## Discografia

### Album
- 1980 - I Wish You Welcome (LP)  Disques Yona (pubblicato in Italia col titolo "Sterling Saint Jacques")

### Singoli
- 1980 - Again / I'm A Star (12")  Disques Yona
- 1980 - Muscle Man / I Wish You Welcome (12")  Disques Yona
- 1981 - Tutto è blu (Blue) / Turn On Me (7")  Dig It
- 1983 - Comin, Into Love (12")  Papillon Records
- 1984 - Mr. Moonlight (12") Interfonia